# In the Forest of the Night
"In the Forest of the Night" é o décimo episódio da oitava temporada da série de ficção científica britânica Doctor Who, transmitido originalmente na BBC One em 25 de outubro de 2014. Foi escrito por Frank Cottrell-Boyce e dirigido por Sheree Folkson.
No episódio, o alienígena viajante do tempo conhecido como o Doutor (Peter Capaldi) e sua acompanhante de viagem, a professora Clara Oswald (Jenna Coleman), vão à procura de Maebh (Abigail Eames), uma aluna desaparecida de Clara que consegue ouvir as vozes de uma grande floresta que cobriu toda a Terra na noite anterior.
Foi assistido por 6,92 milhões de telespectadores e recebeu críticas mistas dos avaliadores.

## Enredo
Clara, Danny e vários estudantes da escola Coal Hill em uma viagem escolar noturna acordam e descobrem que a Terra foi coberta por grandes florestas. Uma das alunas, Maebh, ouve um pensamento de Clara para encontrar o Décimo segundo Doutor. Ela o encontra na Trafalgar Square. Clara, Danny e os outros estudantes se reagrupam lá para recuperar Maebh. Na TARDIS, Danny encontra uma pilha de cadernos de alunos que Clara havia deixado para trás. Ele percebe que Clara mentiu sobre não viajar mais com o Doutor. Entre os cadernos está o de Maebh, cada página com a imagem de um sol furioso derrubando árvores. Maebh desaparece; Clara explica que desde o desaparecimento de sua irmã Annabel, Maebh ouve vozes em sua cabeça e toma remédios para acalmar esses efeitos.
O Doutor explica a Clara que acredita que uma explosão solar gigante atingirá a Terra naquele dia. Eles encontram Maebh e à medida que o efeito da medicação dela passa, o Doutor examina seus movimentos e pensa que ela está se comunicando com alguma coisa. Ele cria temporariamente um campo gravitacional ao redor de Maebh, revelando muitas criaturas parecidas com insetos. Eles falam através de Maebh, reivindicando a responsabilidade pela criação da floresta, como fizeram antes no norte e no sul.
O Doutor acredita que a Terra está condenada pela explosão solar e se oferece para levar Clara, Danny e os alunos embora na TARDIS. Os alunos preferem ficar e encontrar os pais, Danny insiste em ficar com os alunos e Clara se recusa a se tornar a última de sua espécie. Mais tarde admitindo que estava errado, o Doutor conta a Clara, Danny e aos alunos que as criaturas se referiam ao Evento Tunguska e ao Impacto do Curuçá, eventos que deveriam ter sido catastróficos para a vida na Terra. O Doutor acredita que as árvores protegeram a Terra das explosões solares, assim como fizeram com esses impactos. O Doutor invade a rede celular global e Maebh lê uma mensagem preparada pelos outros alunos para dizer a todos na Terra para deixarem as árvores em paz e para pedir que Annabel volte para casa. Danny diz a Clara que quer saber a verdade sobre suas viagens com o Doutor e pede que ela pense nisso primeiro.
O Doutor e Clara observam a explosão solar atingir a Terra de forma inofensiva vinda do espaço. À medida que as árvores se dissipam, o Doutor explica que a humanidade esquecerá o súbito aparecimento das árvores, como aconteceu antes, mas a memória permanecerá como contos de fadas. Fora de sua casa, Maebh se reúne com Annabel.

### Continuidade
O Doutor responde à sugestão de Clara de que ele se salve e abandone a Terra com as palavras dela para ele em "Kill the Moon": "Este é o meu mundo também. Eu ando na sua Terra. Eu respiro o seu ar".